# ليودميلا بيكمولينا
ليودميلا راميلييفنا بيكمولينا (الأوكرانية: Людмила Раміліївна Бікмулліна؛ الروسية: Людмила Рамильевна Бикмуллина؛ ولدت في 26 يناير 1986) عارضة أزياء أوكرانية و ممثلة من أصل روسية، فازت بمسابقة ملكة جمال أوكرانيا الكون 2007 لتنل فرصة تمثيل أوكرانيا في ملكة جمال ملكة جمال الكون 2007 في المكسيك. وحلت بيكمولينا ضمن أفضل خمس عشرة متنافسة، ولتصبح ثاني أوكرانية تصل لذلك.

## روابط خارجية
- ملكة جمال الكون عن لودميلا بيكمولينا
- صور ليودميلا من ملكة جمال أوكرانيا 2007
- ليودميلا بيكمولينا على موقع IMDb (الإنجليزية)

| سبقه إينا تسيمبالوك | ملكة جمال كون أوكرانيا 2007 | تبعه إليونورا ماسلاب |